# Sana Sana
"Sana Sana" é uma canção gravada pela artista musical argentina Nathy Peluso, contida em seu primeiro álbum de estúdio Calambre (2020). Foi lançada em 18 de setembro de 2020 como o terceiro single do disco.

## Composição e produção
"Sana Sana" foi escrita por Peluso com Ángel Lopez (Chance The Rapper, Mariah Carey e Sam Smith), Federico Vindver (Kanye West, Little Mix e Missy Elliott), Gino Borri (Lali Espósito, Sabrina Carpenter e The Chainsmokers), Illmind (Beyoncé, Drake e Ariana Grande) e Rafa Arcaute (Juanes, RBD e Ricky Martin), sendo produzida por Arcaute, Illmind, Lopez e Vindver. Maddox Chhim (21 Savage, Kehlani e Usher), vencedor do Grammy Award, trabalhou na mixagem de "Sana Sana".

## Música e letra
"Sana Sana" é uma canção de hardore hip hop, com elementos de political hip hop, boom bap e hip hop latino. Descrita como "animada" e "empoderada" por Celine Panis-Pardo, da revista estudantil estadunidense The Ramapo News, a faixa debate sobre a proteção do próprio poder, mais diretamente em termos de dinheiro. Porém, Peluso relatou em diversas entrevistas que a canção contém uma mensagem política importante profundamente embutida na letra, falando sobre o que ela sente por seu povo da Argentina e seu passado. O título de "Sana Sana" se refere à expressão "sara, sara, traseiro de sapo, se ele não sarar hoje, ele sarará amanhã", que é normalmente usado por um adulto para aliviar a dor que uma criança sofre quando se machuca. Peluso ainda menciona a cantora argentina Mercedes Sosa no trecho "argentina como 'la Negra Sosa'".

## Lançamento e promoção
Em 16 de setembro de 2020, Peluso anunciou o título e a data de lançamento da canção através um teaser publicado em suas redes sociais. No dia seguinte, Peluso veiculou o início do videoclipe, apresentando um trecho de 8 segundos da faixa. "Sana Sana" foi lançado para download digital e streaming como o segundo single do Calambre em 18 de setembro de 2020 à 0:00 UTC+1. Foi adiciona na playlist "New Music Friday" da Argentina (1º lugar), Espanha (35º), América Latina (42º), Chile (49º) e México (66º), além de entrando em incluída na "New Music Friday Latin" (33º), outra versão da playlist, dedicada à músicas latinas. Em 1 de outubro, Peluso apresentou "Sana Sana" no COLORS Studio, se tornando a primeira artista argentina a participar do projeto.

## Desempenho comercial

### Versão original
A música alcançou o 121º e 185º lugar no Spotify argentino e uruguaio, respectivamente. Também entrou na lista das mais virais no Uruguai (11º lugar), Argentina (16º), Costa Rica (16º), El Salvador (17º), Panamá (17º), República Dominicana (18º), Espanha (21º), Paraguai (29º), Bolívia (44º) e Colômbia (49º). "Sana Sana" apareceu na lista das faixas latinas mais ouvidas da Apple Music em 46 países, entre eles o Brasil (64º lugar), Dinamarca (100º), Noruega (108º), Nova Zelândia (156º) e Coreia do Sul (181º). No ranking geral, a canção figurou na Argentina (101º lugar), Uruguai (106º) e Espanha (140º). No iTunes, atingiu a 20ª posição na Espanha.

### SANA SANA - A COLORS SHOW
A apresentação de Peluso no COLORS Studio foi disponibilizada em todas as plataformas digitais. Se tornou viral no Twitter, alcançando cerca de doze milhões de visualizações na rede social. Em seu dia de lançamento, o vídeo da performance ingressou nas tendências da Argentina (6º lugar), Chile (9º), Espanha (9º), Uruguai (13º), Colômbia (25º), Peru (40º) e Equador (48º), além de alcançar a 8ª posição no ranking mundial. Entrou na lista das faixas latinas mais ouvidas em 33 países na Apple Music, sendo destaque no top 50 do Camarões (8º lugar), Gana (13º), Senegal (14º), Irlanda (24º) e Moldávia (35º).

## Vídeo musical
O videoclipe foi dirigido pelo trio espanhol Nicote, que já trabalharam com artistas como o rapper espanhol C. Tangana, e cantora, compositora e atriz espanhola Najwa Nimri, e coreografado por Carlos Diaz Gandia, o mesmo de "Business Woman", da própria Peluso, "Ladrón", das cantoras argentinas Lali Espósito e Cazzu, e "Like", da rapper espanhola Mala Rodríguez, vencedora de 2 Grammy Latino. No clipe, a cantora enfrenta uma ameaça desconhecida que não é revelada mesmo depois que o vídeo é terminado e que serve para ressaltar a sua interpretação e dança. O vídeo foi bem recebido pelo público, chegando à 1ª posição na lista dos vídeos musicais mais vendidos no iTunes Espanha e superando 1 milhão de visualizações na plataforma de compartilhamento de vídeos YouTube após dez dias de seu lançamento.

## Lista de faixas
| Download digital |             |                                                                              |         |  |
| N.º              | Título      | Compositor(es)                                                               | Duração |  |
| 1.               | "Sana Sana" | Angel Lopez Federico Vindver Gino Borri Illmind Nathalia Peluso Rafa Arcaute | 2:58    |  |

## Créditos
Lista-se abaixo os profissionais envolvidos na elaboração de "Sana Sana", de acordo com o serviço Tidal:
- Albert Romagosa: designer
- Ángel Lopez: compositor, produtor e teclado
- Federico Vindver: compositor, produtor e teclado
- Felipe Tichauer: engenheiro de masterização
- Gino Borri: compositor
- Illmind: compositor, produtor e teclado
- Javier Cardellino: engenheiro de gravação
- JP Bonino: fotógrafo
- Maddox Chhim: engenheiro de mixagem
- Nathy Peluso: arranjador vocal, artista associado, composição, liricista e vocalista principal
- Rafa Arcaute: compositor, engenheiro de gravação, produtor e teclado
- Studio Albert Romagosa: designer